# Microiulus tanymorphus
Microiulus tanymorphus är en mångfotingart som först beskrevs av Carl Graf Attems 1900.  Microiulus tanymorphus ingår i släktet Microiulus och familjen kejsardubbelfotingar. Inga underarter finns listade i Catalogue of Life.